# Amsterdamsche Football Club Ajax 1980-1981
Questa voce raccoglie le informazioni riguardanti l'Amsterdamsche Football Club Ajax nelle competizioni ufficiali della stagione 1980-1981.

## Stagione
In questa stagione entrano in squadra i giovani Frank Rijkaard, Sonny Silooy e Gerald Vanenburg, mentre il miglior marcatore è Wim Kieft, che era entrato nella stagione precedente. 
La squadra partecipa alla Coppa dei Campioni, ma il cammino è breve: eliminati con una doppia vittoria i campioni albanesi del Dinamo Tirana nel primo turno, gli olandesi non riescono a superare in quello successivo il Bayern Monaco; tra l'altro il 5-1 subito in Germania Ovest rappresenta ancora oggi la peggior sconfitta subita dai biancorossi in campo internazionale.
In seguito Leo Beenhakker viene sostituito in panchina da Aad de Mos, e i Lancieri arrivano per il secondo anno consecutivo a giocare la finale di KNVB beker: sconfiggono nuovamente il PSV in semifinale, ma questa volta perdono la sfida conclusiva, disputata contro l'AZ'67. Questa stessa squadra vince l'Eredivisie, distanziando l'Ajax secondo di ben dodici punti.

## Organigramma societario
Fonte
Area direttiva
- Presidente:  Ton Harmsen.

Area tecnica
- Allenatore:  Leo Beenhakker fino 10/03/1981, poi  Aad de Mos.
- Allenatore in seconda:  Bobby Haarms

## Rosa
Fonte
| N. |                        | Ruolo | Calciatore       |
| -- | ---------------------- | ----- | ---------------- |
|    | Paesi Bassi (bandiera) | P     | Hans Galjé       |
|    | Paesi Bassi (bandiera) | P     | Piet Schrijvers  |
|    | Paesi Bassi (bandiera) | P     | Sjaak Storm      |
|    | Paesi Bassi (bandiera) | D     | Peter Boeve      |
|    | Paesi Bassi (bandiera) | D     | Keje Molenaar    |
|    | Paesi Bassi (bandiera) | D     | Edo Ophof        |
|    | Paesi Bassi (bandiera) | D     | Frank Rijkaard   |
|    | Paesi Bassi (bandiera) | D     | Sonny Silooy     |
|    | Paesi Bassi (bandiera) | D     | Jan Weggelaar    |
|    | Danimarca (bandiera)   | C     | Frank Arnesen    |
|    | Paesi Bassi (bandiera) | C     | John Holshuijsen |
|    | Paesi Bassi (bandiera) | C     | Wim Jansen       |

| N. |                        | Ruolo | Calciatore         |
| -- | ---------------------- | ----- | ------------------ |
|    | Danimarca (bandiera)   | C     | Søren Lerby        |
|    | Paesi Bassi (bandiera) | C     | Dick Schoenaker    |
|    | Paesi Bassi (bandiera) | C     | Martin van Geel    |
|    | Paesi Bassi (bandiera) | C     | Rini van Roon      |
|    | Paesi Bassi (bandiera) | C     | Gerald Vanenburg   |
|    | Paesi Bassi (bandiera) | C     | Martin Wiggemansen |
|    | Danimarca (bandiera)   | C     | Sten Ziegler       |
|    | Paesi Bassi (bandiera) | C     | Kees Zwamborn      |
|    | Paesi Bassi (bandiera) | A     | Piet Hamberg       |
|    | Danimarca (bandiera)   | A     | Henning Jensen     |
|    | Paesi Bassi (bandiera) | A     | Wim Kieft          |
|    | Paesi Bassi (bandiera) | A     | Tschen La Ling     |

## Statistiche

### Statistiche di squadra
| Competizione       | Punti | Totale | Totale | Totale | Totale | Totale | Totale |
| Competizione       | Punti | G      | V      | N      | P      | Gf     | Gs     |
| ------------------ | ----- | ------ | ------ | ------ | ------ | ------ | ------ |
| Eredivisie         | 48    | 34     | 22     | 4      | 8      | 88     | 54     |
| KNVB beker         | -     | 7      | 4      | 2      | 1      | 17     | 8      |
| Coppa dei Campioni | -     | 4      | 3      | 0      | 1      | 6      | 6      |
| Totale             |       | 45     | 29     | 6      | 10     | 111    | 68     |